# Дискография Лолиты Милявской
Дискография российской певицы Лолиты Милявской включает в себя восемь студийных альбомов, пять сборников, три видеоальбома, пятьдесят восемь синглов и тридцать четыре видеоклипа.

## Альбомы

### Студийные альбомы
| Название                  | Детали                                                                                 |
| ------------------------- | -------------------------------------------------------------------------------------- |
| «Цветочки»                | - Релиз: 8 июля 2000 - Лейбл: JRC - Формат: CD, кассета                                |
| «Шоу разведённой женщины» | - Релиз: 9 сентября 2003 - Лейбл: Iceberg Music, JRC - Формат: CD, кассета             |
| «Формат»                  | - Релиз: 10 октября 2005 - Лейбл: Граммофон Рекордс, JRC - Формат: CD, кассета         |
| «Мне 41… А кто даст?»     | - Релиз: 9 августа 2007 - Лейбл: Граммофон Рекордс - Формат: CD, кассета               |
| «Ориентация Север»        | - Релиз: 2007 - Лейбл: CD Land, Sky Music - Формат: CD, кассета                        |
| «Фетиш»                   | - Релиз: 16 мая 2008 - Лейбл: Sky Music - Формат: CD, кассета                          |
| «Анатомия»                | - Релиз: 17 ноября 2014 - Лейбл: Студия Союз - Формат: CD, цифровое скачивание         |
| «Раневская»               | - Релиз: 18 мая 2018 - Лейбл: Universal Music Russia - Формат: CD, цифровое скачивание |

### Сборники
| Название                   | Детали                                                                               |
| -------------------------- | ------------------------------------------------------------------------------------ |
| «Запавшее»                 | - Релиз: 2009 - Лейбл: Квадро-Диск - Формат: CD                                      |
| «Grand Collection»         | - Релиз: 2010 - Лейбл: Квадро-Диск - Формат: CD                                      |
| «Star Hit: Новое и лучшее» | - Релиз: 2010 - Лейбл: CD Land - Формат: CD, кассета                                 |
| «Неизданное»               | - Релиз: 13 ноября 2015 - Формат: цифровое скачивание                                |
| «И этим всё сказано»       | - Релиз: 14 ноября 2023 - Лейбл: Fenix Music - Формат: цифровое скачивание, стриминг |

### Видеоальбомы
| Название                          | Детали                                                      |
| --------------------------------- | ----------------------------------------------------------- |
| «Шоу разведённой женщины»         | - Релиз: 2005 - Лейбл: ООО «Звук» - Формат: DVD             |
| «Мне 41… А кто даст?»             | - Релиз: 2007 - Лейбл: Граммофон Рекордс - Формат: DVD      |
| «Одна большая длинная песня про…» | - Релиз: 2009 - Лейбл: Квадро-Диск, Sky Music - Формат: DVD |

## Синглы
| Год                                             | Название                                               | Позиции в чартах TopHit | Позиции в чартах TopHit | Позиции в чартах TopHit | Позиции в чартах TopHit | Позиции в чартах TopHit | Позиции в чартах TopHit | Позиции в чартах TopHit | Позиции в чартах TopHit | Позиции в чартах TopHit | Позиции в чартах TopHit | Альбом             |
| Год                                             | Название                                               | Еженедельные чарты      | Еженедельные чарты      | Еженедельные чарты      | Еженедельные чарты      | Еженедельные чарты      | Годовые чарты           | Годовые чарты           | Годовые чарты           | Годовые чарты           | Годовые чарты           | Альбом             |
| Год                                             | Название                                               | СНГ                     | Россия                  | Москва                  | Украина                 | Киев                    | СНГ                     | Россия                  | Москва                  | Украина                 | Киев                    | Альбом             |
| ----------------------------------------------- | ------------------------------------------------------ | ----------------------- | ----------------------- | ----------------------- | ----------------------- | ----------------------- | ----------------------- | ----------------------- | ----------------------- | ----------------------- | ----------------------- | ------------------ |
| 2003                                            | «Помада»                                               | 94                      | —                       | —                       | —                       | —                       | —                       | —                       | —                       | —                       | —                       | «Формат»           |
| 2003                                            | «И сказал ты…»                                         | 93                      | —                       | —                       | —                       | —                       | 141                     | —                       | —                       | —                       | —                       | «Формат»           |
| 2004                                            | «Мачо»                                                 | 98                      | —                       | —                       | —                       | —                       | —                       | —                       | —                       | —                       | —                       | «Формат»           |
| 2004                                            | «Танго двух подруг» (совместно с Татьяной Овсиенко)    | 20                      | —                       | —                       | —                       | —                       | —                       | —                       | —                       | —                       | —                       | «Неформат»         |
| 2005                                            | «Самолёт»                                              | 45                      | —                       | 78                      | —                       | —                       | —                       | —                       | —                       | —                       | —                       | «Формат»           |
| 2005                                            | «Время назад на блюз» (совместно с Михаилом Денисовым) | 153                     | —                       | —                       | —                       | —                       | —                       | —                       | —                       | —                       | —                       | без альбома        |
| 2005                                            | «Пошлю его на…»                                        | 25                      | —                       | 41                      | —                       | —                       | 99                      | —                       | 90                      | —                       | —                       | «Формат»           |
| 2005                                            | «Жизнь за тебя»                                        | 13                      | —                       | 45                      | —                       | —                       | —                       | —                       | —                       | —                       | —                       | «Формат»           |
| 2006                                            | «Даша»                                                 | 28                      | —                       | 61                      | —                       | —                       | —                       | —                       | —                       | —                       | —                       | «Формат»           |
| 2006                                            | «Ты мой, я — твоя»                                     | 55                      | —                       | —                       | —                       | —                       | —                       | —                       | —                       | —                       | —                       | «Ориентация Север» |
| 2006                                            | «Не твоё дело»                                         | 21                      | —                       | 36                      | —                       | —                       | 153                     | —                       | —                       | —                       | —                       | «Ориентация Север» |
| 2007                                            | «Небо в глазах» (при участии Боссона)                  | 13                      | —                       | 65                      | —                       | —                       | 116                     | —                       | —                       | —                       | —                       | «Ориентация Север» |
| 2007                                            | «Две любви» (совместно Александром Маршалом)           | 106                     | —                       | —                       | —                       | —                       | —                       | —                       | —                       | —                       | —                       | без альбома        |
| 2007                                            | «Оказалось»                                            | 23                      | —                       | 56                      | —                       | —                       | 142                     | —                       | —                       | —                       | —                       | «Ориентация Север» |
| 2007                                            | «Уходя, уходи»                                         | 82                      | —                       | —                       | —                       | —                       | —                       | —                       | —                       | —                       | —                       | «Ориентация Север» |
| 2007                                            | «Ориентация север»                                     | 20                      | —                       | 26                      | —                       | 25                      | 96                      | —                       | 107                     | —                       | —                       | «Ориентация Север» |
| 2008                                            | «Прощай оружие»                                        | 96                      | —                       | —                       | —                       | 93                      | —                       | —                       | —                       | —                       | —                       | «Фетиш»            |
| 2009                                            | «ММТ»                                                  | 134                     | —                       | —                       | —                       | —                       | —                       | —                       | —                       | —                       | —                       | «Фетиш»            |
| 2009                                            | «Расскажи, как»                                        | 20                      | —                       | 28                      | —                       | 18                      | 40                      | —                       | 69                      | —                       | —                       | «Фетиш»            |
| 2009                                            | «Остановите землю»                                     | 100                     | —                       | —                       | —                       | 20                      | —                       | —                       | —                       | —                       | —                       | без альбома        |
| 2010                                            | «Впервые»                                              | 179                     | —                       | —                       | —                       | —                       | —                       | —                       | —                       | —                       | —                       | без альбома        |
| 2010                                            | «Я свободна»                                           | 32                      | —                       | 53                      | —                       | 14                      | —                       | —                       | —                       | —                       | —                       | без альбома        |
| 2010                                            | «Иди и смотри» (при участии NucKids)                   | 273                     | —                       | —                       | —                       | —                       | —                       | —                       | —                       | —                       | —                       | без альбома        |
| 2011                                            | «Часы»                                                 | 32                      | 45                      | 60                      | 16                      | 13                      | 137                     | 191                     | 186                     | 68                      | 54                      | без альбома        |
| 2011                                            | «Подмосковные вечера» (совместно с D&A)                | 236                     | —                       | —                       | —                       | —                       | —                       | —                       | —                       | —                       | —                       | без альбома        |
| 2011                                            | «Ты похудела» (совместно с Quest Pistols)              | 130                     | —                       | —                       | 24                      | 49                      | —                       | —                       | —                       | —                       | —                       | без альбома        |
| 2013                                            | «Sexy»                                                 | 53                      | 58                      | 52                      | 22                      | 29                      | —                       | —                       | —                       | 199                     | —                       | «Анатомия»         |
| 2013                                            | «Я»                                                    | 240                     | 50                      | 55                      | 22                      | 27                      | —                       | —                       | —                       | 148                     | 128                     | «Анатомия»         |
| 2014                                            | «Анатомия»                                             | 243                     | —                       | —                       | —                       | —                       | —                       | —                       | —                       | —                       | —                       | «Анатомия»         |
| 2014                                            | «Шпилька-каблучок»                                     | 96                      | 74                      | 70                      | 22                      | 22                      | 180                     | 169                     | —                       | —                       | —                       | «Анатомия»         |
| 2014                                            | «На скотч»                                             | 176                     | 44                      | 60                      | —                       | —                       | —                       | —                       | —                       | —                       | —                       | «Анатомия»         |
| 2015                                            | «Время любить» (совместно с Константином Легостаевым)  | 197                     | —                       | —                       | —                       | —                       | —                       | —                       | —                       | —                       | —                       | без альбома        |
| 2015                                            | «Территория сердца» (совместно с Денисом Майдановым)   | 163                     | 25                      | 48                      | —                       | —                       | 135                     | 119                     | 162                     | —                       | —                       | без альбома        |
| 2015                                            | «Не совсем»                                            | 25                      | 28                      | 36                      | —                       | —                       | 121                     | 114                     | 167                     | —                       | —                       | «Анатомия»         |
| 2015                                            | «9 жизней»                                             | —                       | 42                      | 76                      | —                       | 55                      | 164                     | 146                     | —                       | —                       | —                       | «Анатомия»         |
| 2015                                            | «Брюки»                                                | —                       | 15                      | 39                      | —                       | —                       | —                       | —                       | —                       | —                       | —                       | «Анатомия»         |
| 2017                                            | «На Титанике»                                          | 41                      | 21                      | 31                      | —                       | —                       | 92                      | 87                      | 128                     | —                       | —                       | «Раневская»        |
| 2017                                            | «Ты моё море»                                          | 168                     | —                       | —                       | —                       | —                       | —                       | —                       | —                       | —                       | —                       | «Раневская»        |
| 2017                                            | «Правде в глаза»                                       | 57                      | 51                      | —                       | —                       | —                       | —                       | —                       | —                       | —                       | —                       | «Раневская»        |
| 2018                                            | «Раневская»                                            | 143                     | —                       | —                       | —                       | —                       | —                       | —                       | —                       | —                       | —                       | «Раневская»        |
| 2018                                            | «Судьба»                                               | 39                      | 35                      | 47                      | —                       | —                       | 125                     | 99                      | 129                     | —                       | —                       | «Раневская»        |
| 2018                                            | «Шампанское»                                           | —                       | —                       | —                       | —                       | —                       | —                       | —                       | —                       | —                       | —                       | без альбома        |
| 2019                                            | «Mon amour» (совместно с Ин-Грид)                      | —                       | —                       | —                       | —                       | —                       | —                       | —                       | —                       | —                       | —                       | без альбома        |
| 2019                                            | «Папа»                                                 | 509                     | —                       | —                       | —                       | —                       | —                       | —                       | —                       | —                       | —                       | без альбома        |
| 2019                                            | «Тело»                                                 | 121                     | —                       | —                       | —                       | —                       | —                       | —                       | —                       | —                       | —                       | без альбома        |
| 2020                                            | «Девочки балерины»                                     | —                       | —                       | —                       | —                       | —                       | —                       | —                       | —                       | —                       | —                       | без альбома        |
| 2020                                            | «Кислород»                                             | 182                     | —                       | —                       | —                       | —                       | —                       | —                       | —                       | —                       | —                       | без альбома        |
| 2020                                            | «Марочки»                                              | —                       | —                       | —                       | —                       | —                       | —                       | —                       | —                       | —                       | —                       | без альбома        |
| 2021                                            | «Приходи на меня посмотреть»                           | 100                     | 70                      | —                       | —                       | —                       | —                       | —                       | —                       | —                       | —                       | «Я — голос ваш»    |
| 2021                                            | «Cadillac» (совместно с Therr Maitz)                   | —                       | —                       | —                       | —                       | —                       | —                       | —                       | —                       | —                       | —                       | без альбома        |
| 2021                                            | «Щекотно»                                              | 596                     | —                       | —                       | —                       | —                       | —                       | —                       | —                       | —                       | —                       | без альбома        |
| 2021                                            | «Антиклимакс» (совместно с Костой Лакостой)            | —                       | —                       | —                       | —                       | —                       | —                       | —                       | —                       | —                       | —                       | без альбома        |
| 2021                                            | «Уху ел» (совместно с Freedan)                         | —                       | —                       | —                       | —                       | —                       | —                       | —                       | —                       | —                       | —                       | без альбома        |
| 2021                                            | «По-другому» (совместно с Костой Лакостой)             | 87                      | 52                      | —                       | —                       | —                       | —                       | 116                     | 163                     | —                       | —                       | без альбома        |
| 2022                                            | «Грустная танцую»                                      | 69                      | 46                      | 78                      | —                       | —                       | —                       | 122                     | —                       | —                       | —                       | без альбома        |
| 2022                                            | «Марлен»                                               | —                       | —                       | —                       | —                       | —                       | —                       | —                       | —                       | —                       | —                       | без альбома        |
| 2023                                            | «На Титанике» (совместно с Инстасамкой)                | —                       | —                       | —                       | —                       | —                       | —                       | —                       | —                       | —                       | —                       | без альбома        |
| 2024                                            | «Offset»                                               | —                       | —                       | —                       | —                       | —                       | —                       | —                       | —                       | —                       | —                       | без альбома        |
| Символ «—» означает, что сингл не попал в чарт. |                                                        |                         |                         |                         |                         |                         |                         |                         |                         |                         |                         |                    |

## Музыкальные видео
| Год  | Название                                             | Режиссёр                      |
| ---- | ---------------------------------------------------- | ----------------------------- |
| 1995 | «Гондурас» (совместно с Аркадием Аркановым)          | неизвестен                    |
| 2000 | «Песня о женской дружбе» (совместно с Алёной Апиной) | Сергей Баженов                |
| 2000 | «Цветочки»                                           | Сергей Кальварский            |
| 2001 | «Отвали»                                             | Сергей Кальварский            |
| 2001 | «Пропащая»                                           | неизвестен                    |
| 2002 | «Музыка тела»                                        | Сергей Кальварский            |
| 2003 | «Помада»                                             | Олег Гусев                    |
| 2004 | «Мачо»                                               | Олег Гусев                    |
| 2009 | «Остановите Землю»                                   | Феликс Михайлов               |
| 2009 | «Прощай, оружие»                                     | неизвестен                    |
| 2010 | «Иди и смотри» (совместно с «NucKids»)               | Юлиана Донская                |
| 2011 | «Часы»                                               | Аслан Ахмадов                 |
| 2011 | «Ты похудела» (совместно с «Quest Pistols»)          | Юрий Бардаш                   |
| 2014 | «Анатомия»                                           | Аслан Ахмадов                 |
| 2014 | «На скотч»                                           | Елена Кипер                   |
| 2015 | «Шпилька-каблучок»                                   | Коля Серга                    |
| 2015 | «Территория сердца» (совместно с Денисом Майдановым) | Елена Кипер, Вадим Шатров     |
| 2016 | «Анатомия» (совместно с N’Pans & L.A.V.Retro)        | Иван Колпаков                 |
| 2016 | «На Титанике»                                        | Леонид Колосовский            |
| 2017 | «Ты моё море» (Dj Antonio Remix)                     | Дмитрий Иванов                |
| 2017 | «Ты моё море»                                        | Дмитрий Иванов                |
| 2018 | «Раневская»                                          | Тина Баркалая                 |
| 2018 | «Судьба»                                             | Тина Баркалая                 |
| 2019 | «Шампанское»                                         | Роберт Саакянц                |
| 2019 | «Папа»                                               | Леонид Колосовский            |
| 2019 | «Тело»                                               | Леонид Колосовский            |
| 2020 | «Кислород»                                           | Сергей Гуман, Ярослав Губский |
| 2020 | «Марочки»                                            | Сергей Гуман, Ярослав Губский |
| 2021 | «Щёкотно»                                            | Антон Меньшиков               |
| 2021 | «Антиклимакс» (совместно с Костой Лакостой)          | Никита Марк                   |
| 2021 | «По-другому» (совместно с Костой Лакостой)           | Макс Шишкин                   |
| 2022 | «Грустная танцую»                                    | Сергей Вэйн                   |
| 2022 | «Марлен»                                             | Макс Шишкин                   |
| 2024 | «Offset»                                             | Дарья Гущина                  |